# Hermann Hergarten

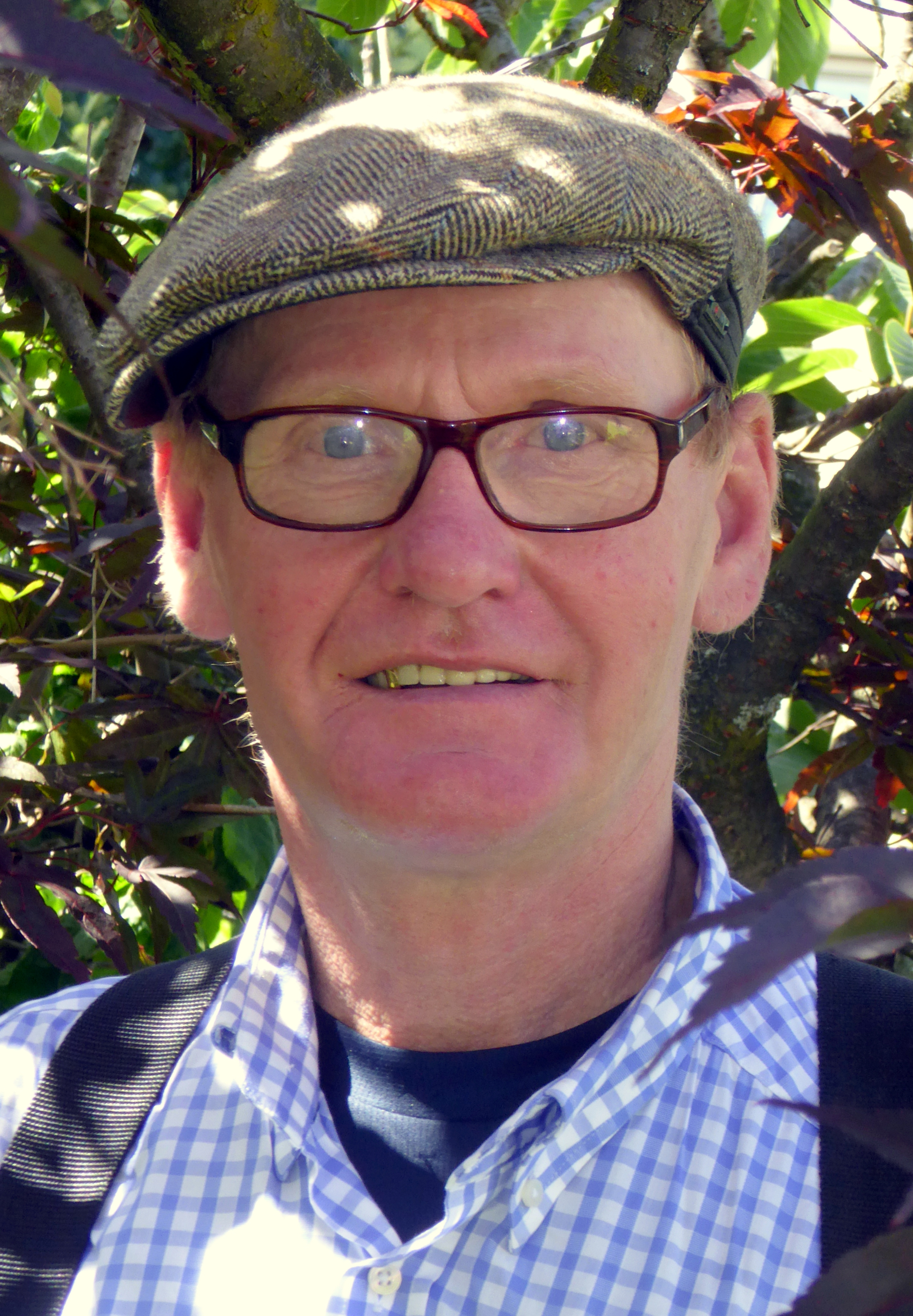
Hermann Hergarten 2022

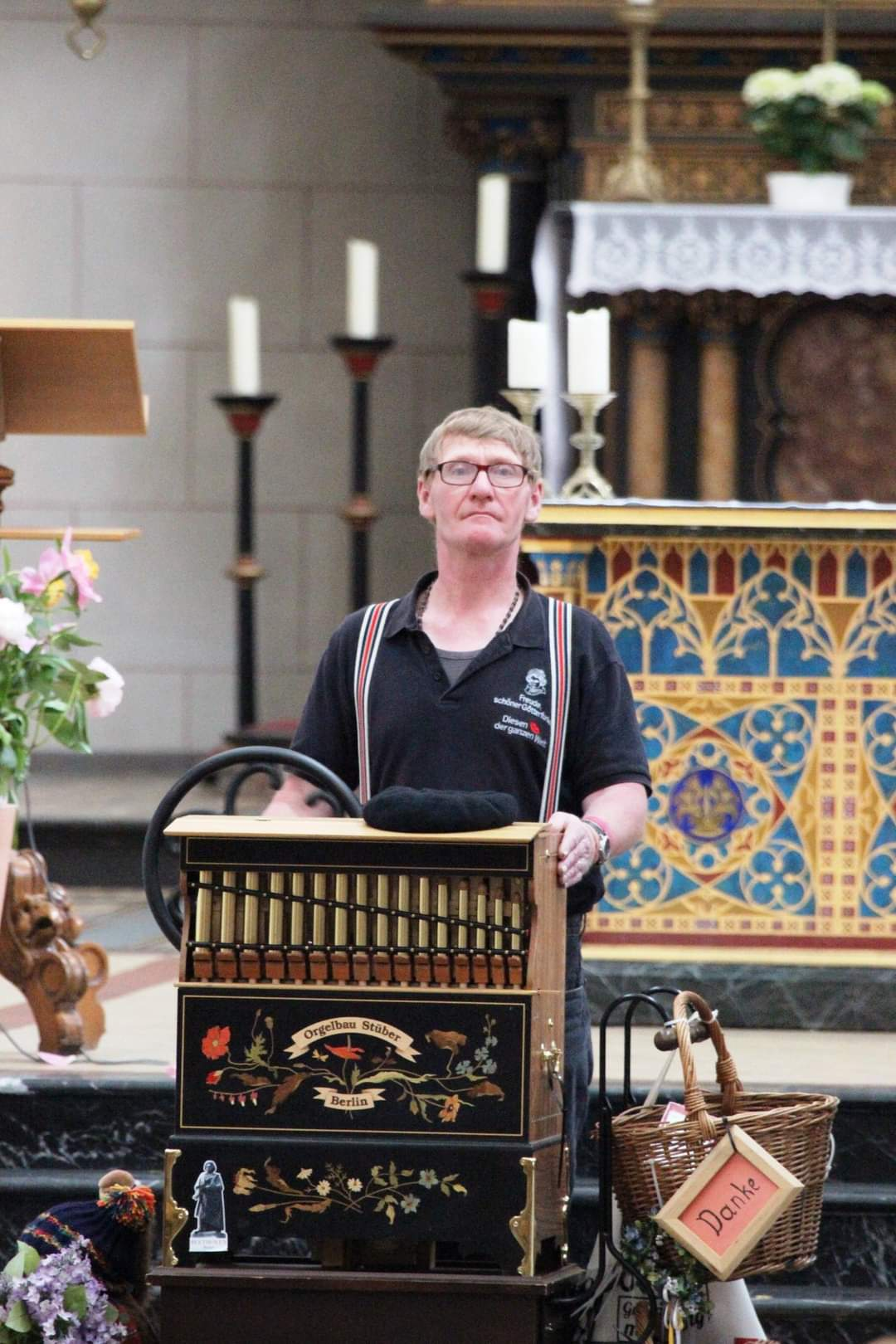
Hermann Hergarten 2017

Hermann Hergarten (* 13. Juni 1962 in Bonn, 62) ist der bekannteste Drehorgelspieler in Bonn, nach eigener Aussage jenisch. 

## Werdegang
Der Name Hergarten stammt aus der Eifel von einem Ortsteil Heimbachs. Hermanns Vater Karl war Stellmacher in der Bonner Rheingasse, ein Großvater Korbmacher. Die Familie war katholisch. Hermann, der Jüngste in der Familie, hatte vier Geschwister.
Nach dem Besuch der Marienschule in Bonn als Grundschule und der Hauptschule am Hofgarten lernte er zwei Berufe: Koch und Fleischereifachverkäufer. Schon mit zwölf verlor er seine Eltern und lebte dann bis zu seinem achtzehnten Lebensjahr bei seiner ältesten Halbschwester. Bis 1989 arbeitete er als Koch und wurde 1992 mit dreißig selbständig: Hergarten betrieb 25 Jahre lang einen fahrbaren Crêpes-Stand in Bonn und Umgebung. Von 1992 bis 2016 war er verheiratet. Das Paar hatte ein Kind, das aber nach der Geburt verstarb. Dabei lebte Hergarten zehn Jahre »halbsesshaft«, wie er sagt, in einem Schausteller-Wohnwagen auf Jahrmärkten und als Platzwart von Pützchens Markt. Das Jenische leitet Hermann Hergarten von seinem Korbmacher-Großvater her.
Seine Liebe zur Musik und besonders zum in Bonn geborenen Beethoven ließ ihn Drehorgel spielen. »Beethoven brachte mich nach einer Krise ins Leben zurück«, sagt er. Seit 2014 tritt Hergarten mit einer seiner Drehorgeln bei Veranstaltungen und Straßenfesten auf. Am liebsten spielt er – wegen der Akustik – in Kirchen, zum Beispiel jeden Samstag nach der Zwölf-Uhr-Mittagsandacht in der Bonner Stiftskirche. Nachts trägt er Zeitungen aus.

## Kurioses
Hermann Hergartens Spitzname ist »Drehorgel-Onkel Fuss«. Fuss, sagt er, ist im Rheinischen ein Fuchs, ein rothaariger…. Und er kann rotwelsch.

## Drehorgeln
Hermann Hergarten spielt (Stand Dez. 2022):
- eine 20er-Drehorgel (also mit zwanzig Pfeifen) von Stüber, Berlin
- eine 20er-»Violinopan«[3] mit einem spielbaren Register von Stüber
- eine 31er-Drehorgel (31 Pfeifen) von Wittmann
- eine Doppio-»Harmoniapan«[4] von Stüber
- eine Doppio-»Violinopan«[5] von Stüber